# チャージ!
『チャージ!』は、2019年4月1日から東日本放送（khb）で毎週月曜日から金曜日の夕方に放送されている宮城県ローカルの報道・情報番組（夕方ワイド番組）。
本項では、姉妹番組の『サンデーチャージ!&スポーツ』についても扱う。

## 概要
「宮城の今がわかる報道&情報をチャージできる番組」をコンセプトに、2019年3月29日まで放送されていたローカルニュース番組の『スーパーJチャンネルみやぎ』を枠拡大並びに、東日本放送の夕方ワイド番組としては、2018年12月まで放送されていた『夕方LIVE!キニナル』以来、約3か月の空白期間を経て、2019年4月1日に放送開始。
テレビ朝日から『スーパーJチャンネル』（全国ニュース）を挟みながら、主に17時台は県内のローカル情報など、18時台は県内のニュース･スポーツ･天気予報などを伝える。
なお、同局で17時台・18時台に夕方ワイド番組が編成されるのは、2003年3月まで放送されていた『夕方ワイドあなたにCue!』以来、16年ぶりのことである。

## 放送時間
| 期間      | 期間      | 放送時間 (JST)         | 放送時間 (JST)         | 放送時間 (JST)         |
| 期間      | 期間      | 月曜日 - 水曜日        | 木曜日                 | 金曜日                 |
| --------- | --------- | ---------------------- | ---------------------- | ---------------------- |
| 2019.4.1  | 2020.3.27 | 16:45 - 19:00（135分） | 16:45 - 18:55（130分） | 16:45 - 18:55（130分） |
| 2020.3.30 | 2023.9.29 | 16:35 - 19:00（145分） | 16:35 - 19:00（145分） | 16:35 - 18:55（140分） |
| 2023.10.2 | 現在      | 16:35 - 19:00（145分） | 16:35 - 19:00（145分） | 16:35 - 19:00（145分） |

- 16時45分 - 18時15分[注釈 3]は『スーパーJチャンネル』（全国ニュース）を放送[注釈 4]。

## 出演者
（）内に肩書が記されていない者は、全員東日本放送のアナウンサー。

### 現在
キャスター
- 重信友里（月曜 - 木曜 メインキャスター）
- 鈴木奏斗（月曜 - 木曜 メインキャスター）
- 上野比呂企（金曜 メインキャスター）[注釈 5]
- 井口亜美（金曜 アシスタントキャスター）
- 内田有香（金曜 ニュース担当）

気象予報士
- 栗原麻衣（オフィス気象キャスター所属）

コメンテーター
- 江尻慎太郎（月曜、元プロ野球選手、仙台市出身）
- 田口庸友（金曜、七十七リサーチ＆コンサルティング）

### 過去
- 野口ちひろ（月曜 - 木曜 メインキャスター）[注釈 6]
- 松本龍（金曜メインキャスター）[注釈 6]
- 阿部美里
- 阿部絵里香（オフィス気象キャスター所属。気象予報士。宮城県柴田町出身）
- 熊谷琴葉（オフィス気象キャスター所属。気象予報士）
- 加川潤（スポーツキャスター）
- 岩崎心平（スポーツキャスター）

## 主なコーナー
- 情報フルチャージ!
- 潜入!カンパニー
- イケ麺チャージ
- 五感グルメ
- THE密着
- 東北湯けむり紀行

など

## サンデーチャージ!&スポーツ
『サンデーチャージ!&スポーツ』は、2022年4月3日から毎週日曜日の夕方に放送されている報道・スポーツ情報番組。「県民の知りたいに応える報道情報&スポーツ番組」をコンセプトに、ニュースや天気予報の他、同年3月まで放送されていた『もえスポ』の後番組として、県内のスポーツ情報も詳しく伝える。

### 放送時間
- 2022年4月3日 -  ：日曜 16時30分 - 17時25分
  - khbスーパーベースボールが延長の場合は放送時間を短縮して放送。

### 出演者
（）内に肩書が記されていない者は、全員東日本放送のアナウンサー。
メインキャスター
- 熊谷博之
- 内田有香

スポーツキャスター
- 江尻慎太郎（野球解説者）